# Waldecksches Jagdschloss
Das Waldecksche Jagdschloss befindet sich im Gebiet der Ortsgemeinde Geilnau im Rhein-Lahn-Kreis in Rheinland-Pfalz.

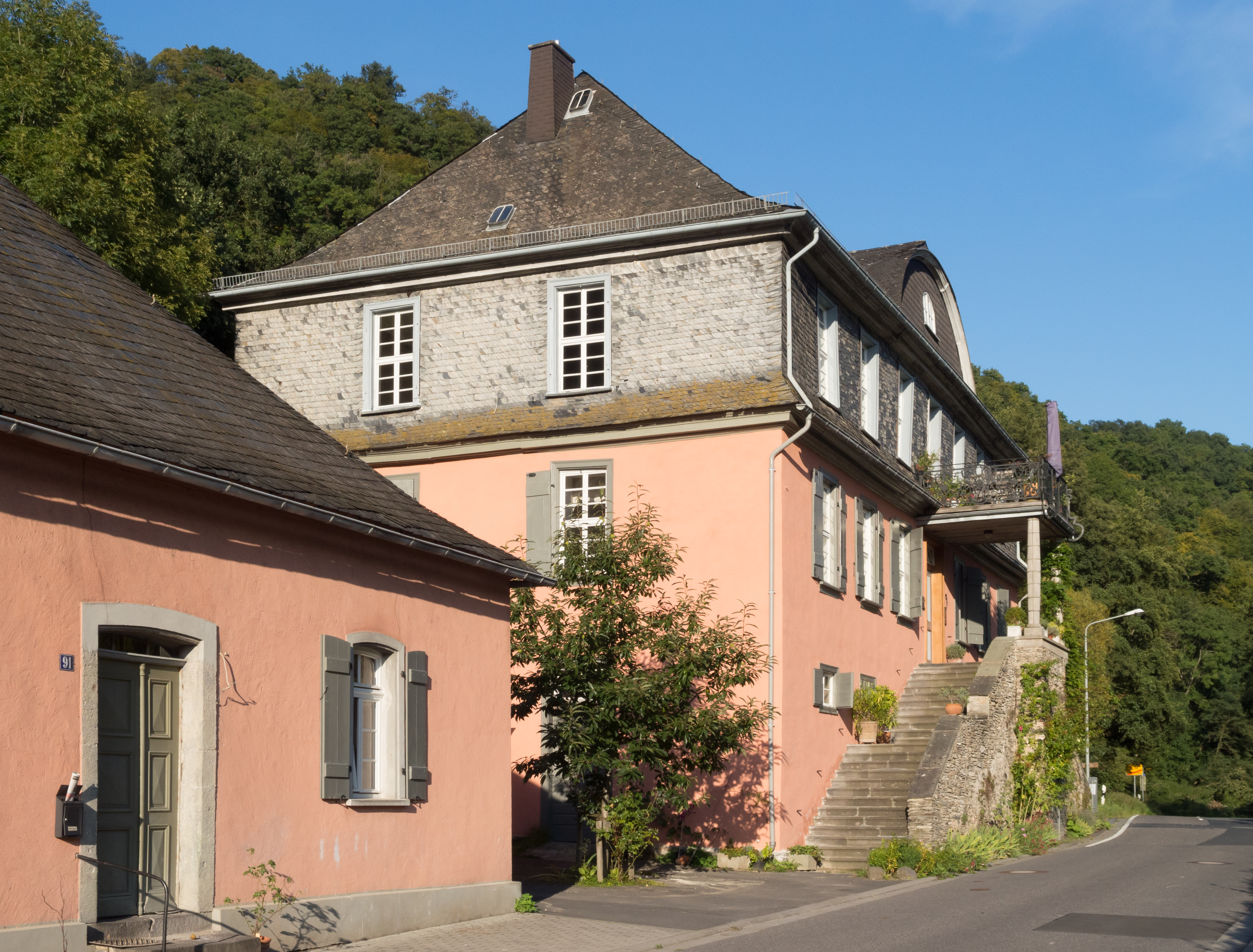
Das Waldecksche Jagdschloss von Westen

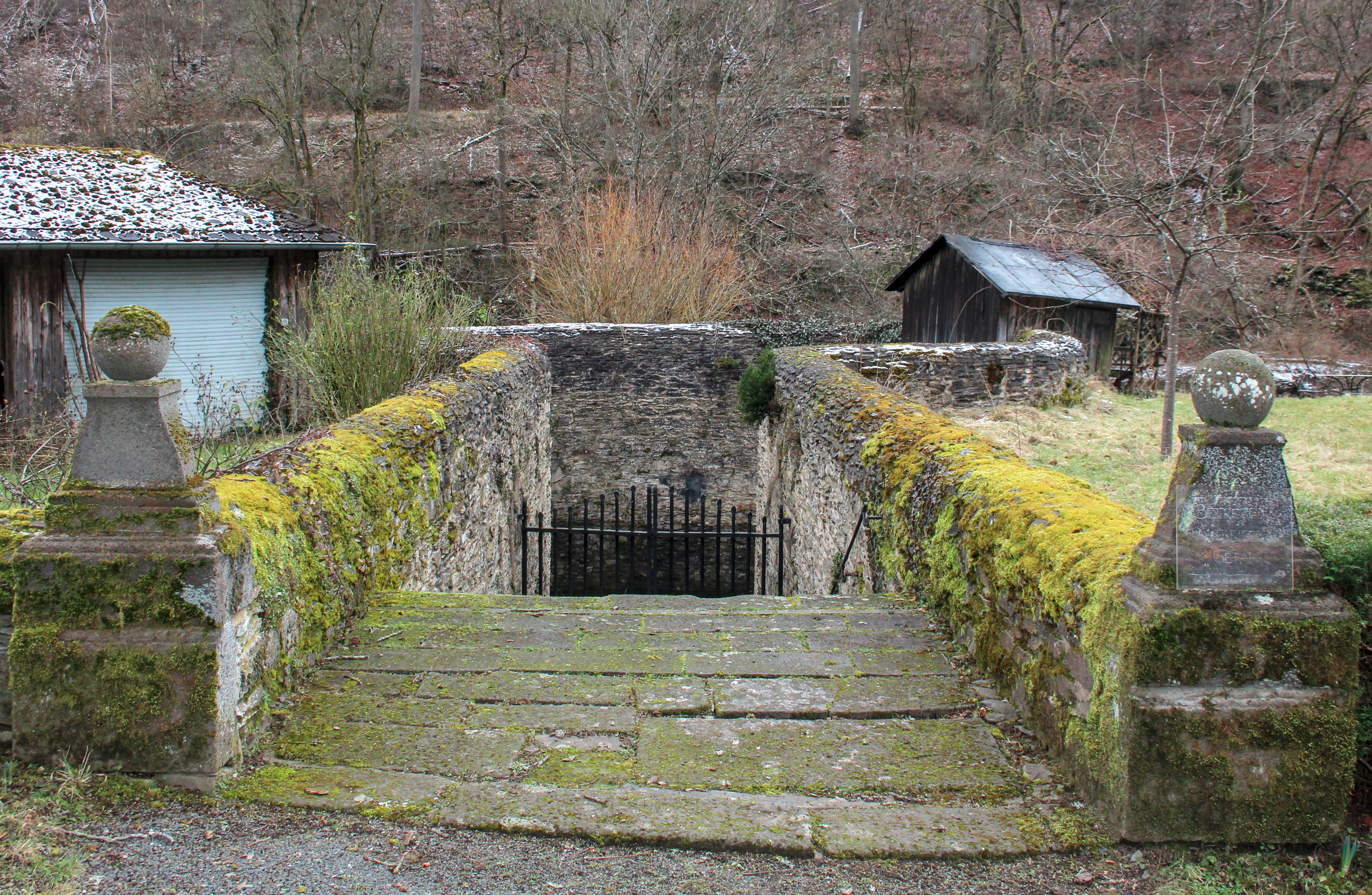
Die Mineralquelle Geilnauer Sauerbrunnen im Schlosspark

## Geschichte
Das Jagdschloss wurde 1797 im Auftrag der Fürsten von Anhalt-Bernburg neben einer 1790 wieder in Betrieb genommenen Mineralquelle errichtet. Die Quelle auf dem Gelände des ehemaligen Schlossparks und das Schloss sind voneinander durch die Lahnstraße getrennt, wobei die Quelle direkt am Lahnufer liegt und das Schloss auf der Bergseite der Straße.
Im Zeitraum 1966 bis 1967 wurde das Gebäudeinnere umgestaltet. Der dreistöckige Bau verfügt über ein kellerartiges Erdgeschoss, von dem eine breite, zweiläufige Treppe in das erste Geschoss führt. Das obere Geschoss ist verschiefert, das Dach mit Segmentgiebeln versehen.
Nach einem Bericht des SWR wird das Schloss heute auch als Brunnenhaus bezeichnet: „Das dazu gehörige ‚Brunnenhaus‘ dient seit einigen Jahren dem Maler Thomas Kohl als Atelier und Wohnung. Der Künstler schätzt die großzügigen Räume in dem ehemals hochherrschaftlichen Haus.“
Eine Besichtigung ist heute nur von außen möglich.